# Muskete

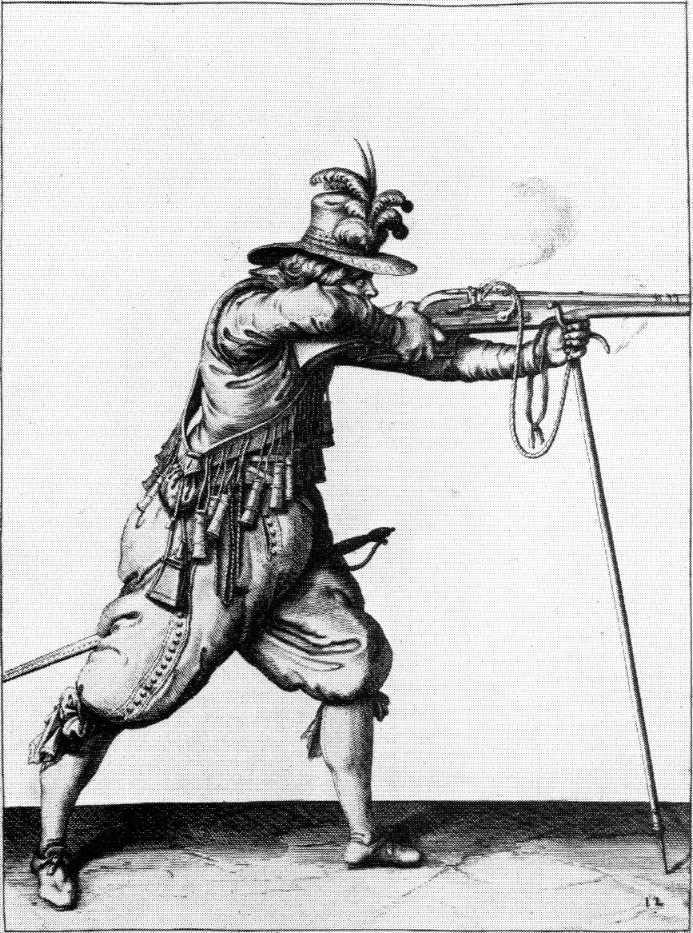
Ein Musketier mit Gabelmuskete im Dreißigjährigen Krieg

Die Muskete (englisch musket, französisch mousquet; eigentlich Sperber, in Anlehnung an die Form des Hahnes) ist ein schweres, langes Vorderladergewehr mit glattem (zuglosem) Lauf.

## Entwicklung

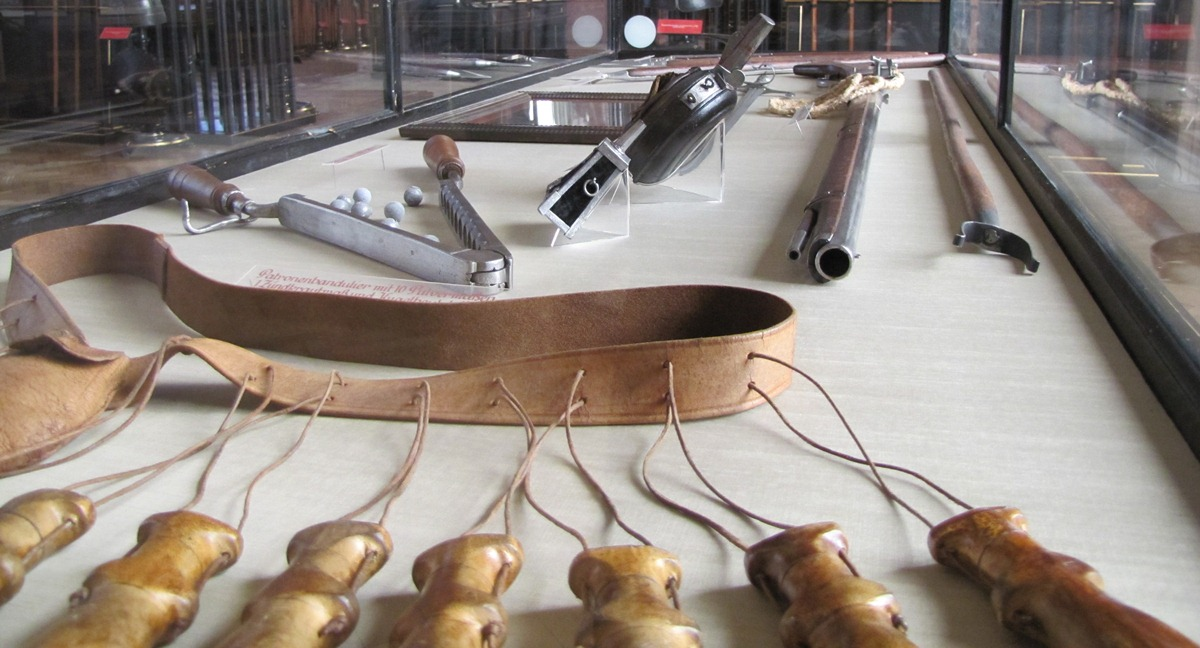
Luntenschlossmuskete samt Zubehör, 1. Hälfte 17. Jahrhundert (HGM)

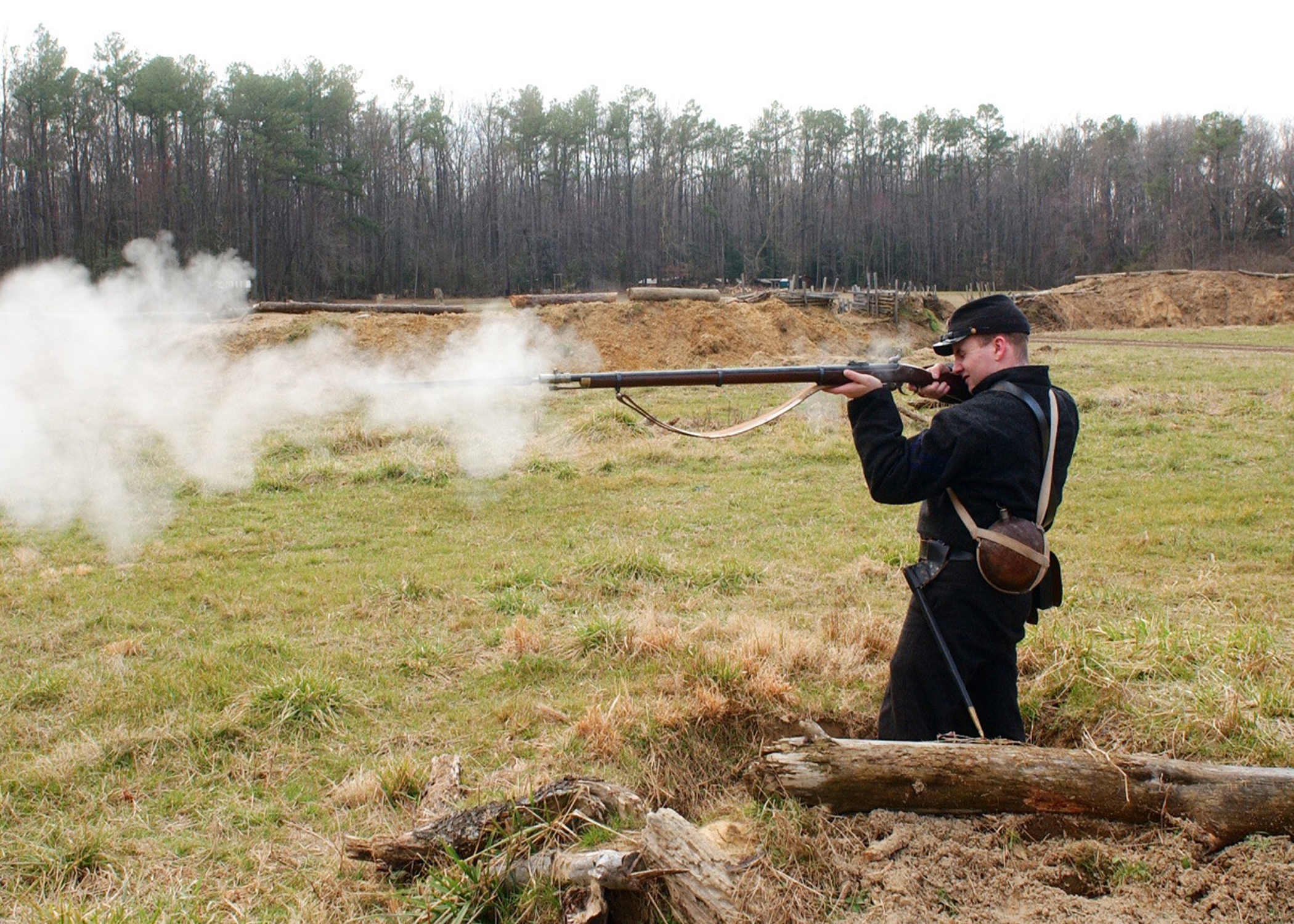
Eine „Enfield Rifled Musket“ aus der Zeit des Amerikanischen Bürgerkriegs wird für den Film Gods and Generals abgefeuert.

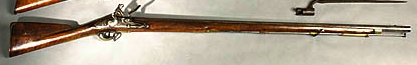
Eine typische Muskete, hier eine Brown-Bess mit Bajonett

Die Muskete löste ab Ende des 16. Jahrhunderts schrittweise die Arkebuse als Infanteriewaffe ab und wurde im 18. Jahrhundert zur Hauptwaffe der Fußtruppen („Musketiere“). Von der Arkebuse unterscheidet sich die Muskete hauptsächlich durch die größere Länge, die dem Geschoss eine höhere Mündungsgeschwindigkeit und dadurch gesteigerte Reichweite und Durchschlagskraft verlieh. Oft war auch das Kaliber größer, welches damals jedoch noch nicht genormt war und auch bei Arkebusen beachtlich sein konnte. Höherwertige Musketen wurden im 17. Jahrhundert auch mit einem Radschloss versehen. Bei den meisten erhaltenen Musketen aus der Zeit vor 1700 handelt es sich um kostbare Jagdwaffen mit dieser Art von Zündung (z. B. in den Rüstkammern zu Dresden, Wien oder Madrid).
Nach Einführung des Steinschlosses als sog. Schnapphahnschloss im Lauf des 16. Jahrhunderts und dessen Weiterentwicklung als sog. Batterieschloss im frühen 17. Jahrhundert wurde der Name Flinte – wegen des zur Zündung statt der Lunte verwendeten Feuersteins (Flint) – gebräuchlich.
Die ersten modernen Massenfertigungen von Musketen wurden wesentlich durch die Bestimmungen des englischen Board of Ordnance und wenig später von dem Franzosen Honoré Le Blanc und dem Amerikaner Eli Whitney eingeführt.
Im englischen Sprachraum hielt sich die Bezeichnung musket für ein langes, großkalibriges Vorderladergewehr mit glattem und sogar mit gezogenem Lauf (rifled musket) bis in die zweite Hälfte des 19. Jahrhunderts (Model 1861 U.S. Percussion Rifle-Musket 1865 in den USA und Enfield Rifled Musket in Großbritannien).

## Funktionsweise

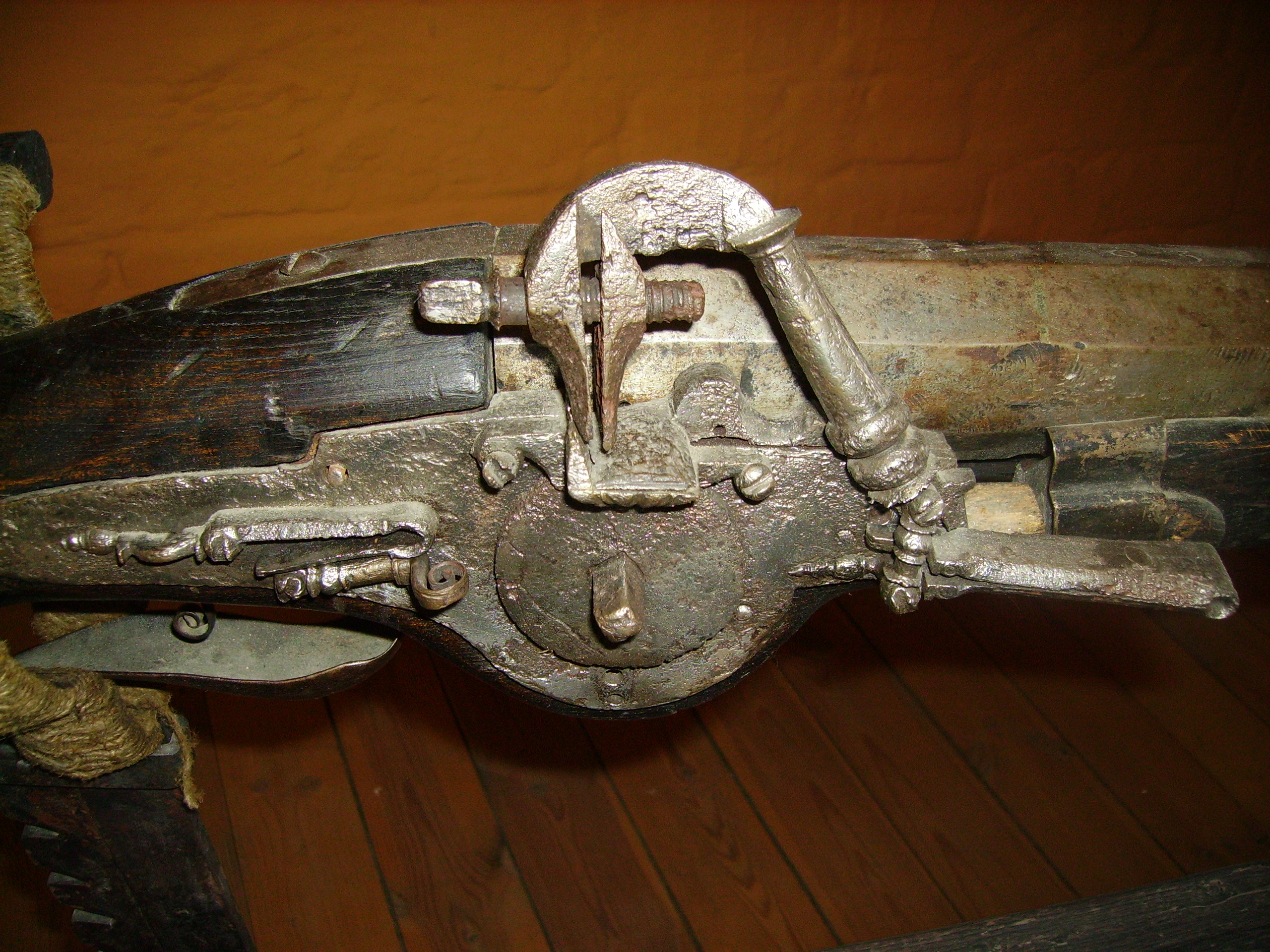
Radschloss einer Muskete aus dem 17. Jahrhundert

Für einen Schuss wurde die Waffe mit Schwarzpulver, dem kugelförmigen Projektil und anfänglich mit einem Schusspflaster geladen und das Ganze mit dem Ladestock festgestopft. Der Ladestock wurde meist in einer Scheide unter dem Lauf mitgeführt. Wegen der starken Schmutzablagerungen des verwendeten Schwarzpulvers musste die Kugel kleiner sein als der Innendurchmesser des Laufes, damit sie in diesen hineinrollen konnte. Im Gefecht verzichtete man auf das Pflaster, da man so schneller schießen konnte. Man ließ die Kugel einfach in den Lauf fallen.
Am hinteren Ende des Laufes war außen eine Zündpfanne angebracht, welche durch eine Bohrung mit dem Innern des Laufes verbunden war. Auf die Zündpfanne schüttete man ca. 1 Grain (= 0,0648 Gramm) feingemahlenes Schwarzpulver (sogenanntes Zündkraut). Das Zündkraut wurde beim Schuss mit einer brennenden Lunte, bei den späteren Modellen mit Steinschloss durch die Funken des Feuersteins entzündet. Die Flamme des Zündkrautes schlägt durch die Bohrung im Lauf bis zur Treibladung aus Schwarzpulver (je nach Kaliber bis zu 160 Grain) und zündet diese. Durch die expandierenden Gase wird die Kugel aus dem Lauf getrieben.
Da eine Muskete ursprünglich bis zu 15 kg wog und man deswegen nicht freihändig schießen konnte, stützte man sie beim Feuern auf die Gabel des Gabelstocks. In späterer Zeit wurden die Waffen leichter, so dass sich die Verwendung einer Gabel im Laufe des 17. Jahrhunderts erübrigte.

## Taktik und Wirkung

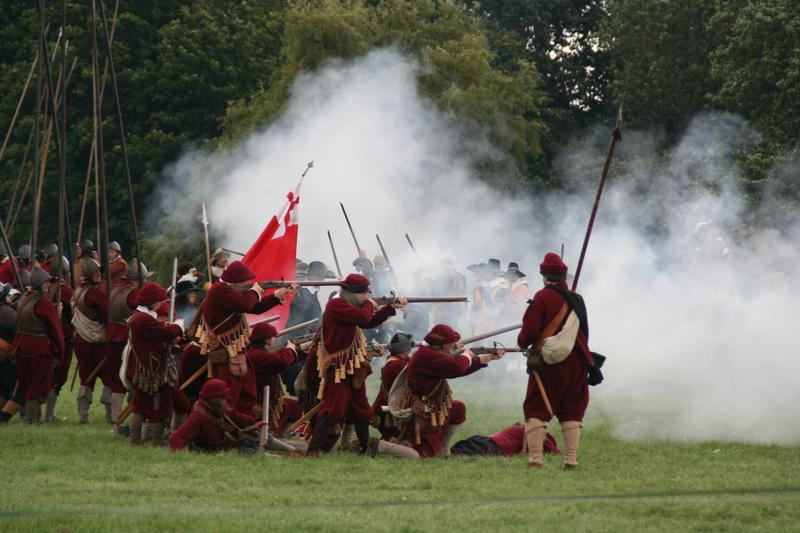
Historischer Einsatz: Pikeniere flankieren die Musketiere

Seit 1500 hatte sich in den europäischen Armeen die Verwendung von Handfeuerwaffen verbreitet. Es handelte sich dabei im Feldgebrauch überwiegend um Halbhaken oder Arkebusen. Die Schützen mussten auf Grund der geringen Feuerrate noch durch Pikeniere gegen die Kavallerie gedeckt werden. Gegen Ende des 16. Jahrhunderts verbreiteten sich zum besseren Schutz vor Waffenwirkung der Feuerwaffen sogenannte „schussfreie“ Brustharnische, Helme und Tartschen, die eine höhere Durchschlagskraft erforderlich machten. Dieses führte zur feldmäßigen Verwendung von schweren Doppelhaken oder Musketen, deren Gebrauch sich vorher auf den Festungskrieg beschränkt hatte.
Die Musketiere bildeten anfangs nur einen kleinen Teil der Schützen. Ihre Zahl wuchs jedoch mit der Zeit. Nach der spanischen Ordonnanz von 1638 sollten die Musketiere ein Drittel der Schützen betragen und sich an den beiden äußeren Enden der Schlachtformation aufstellen. Die Pikeniere bildeten die Mitte und sollten ein (weiteres) Drittel der Gesamtstärke betragen. Diese Zahlen waren jedoch nur theoretisch und wurden selten eingehalten. Ein Musketier sollte nach dieser Ordonnanz 6 spanische Escudos im Monat erhalten, ein Arkebusier 5, ein Pikenier 3. In anderen Armeen war es ähnlich.
In der ersten Hälfte des 17. Jahrhunderts nahm der Anteil von Arkebusieren rapide ab. Im Dreißigjährigen Krieg war die Arkebuse praktisch nur noch als Bandelierarkebuse oder Karabiner als Reiterwaffe zu finden. Während des Dreißigjährigen Krieges wurden die Musketen (zuerst bei den Schweden) auch leichter, der Gabelstock fiel weg, das Kaliber verringerte sich und die Waffe war jetzt eher leichter als frühere Arkebusen. Dennoch setzte sich die Bezeichnung Muskete durch. Bis 1700 waren auf den Schlachtfeldern keine Pikeniere zur Deckung mehr zu finden, die Erfindung des Bajonetts hatte sie überflüssig gemacht.
Aufgrund des glatten Laufes und der Kugelform des Geschosses ist die Treffgenauigkeit bei Entfernungen von über 100 m vergleichsweise gering. Durch die militärisch eingesetzte Rollkugel – die zum leichteren Laden kleiner als der Laufdurchmesser ist und nicht geführt wird – wurde diese nochmals herabgesetzt. Man hoffte, durch eine hohe Anzahl an Schützen dennoch die erforderliche Wirkung zu erzielen. John Churchill, Duke of Marlborough, entwickelte die Taktik, die feindlichen Truppen auf ca. 75 Meter herankommen zu lassen, um dann die gewünschte Wirkung durch Massenfeuer zu erreichen. Von der Infanterie Friedrichs des Großen ist bekannt, dass sich die Kompanien im Feuer abwechselten, um das Musketenfeuer stets aufrechtzuerhalten, es feuerte zunächst die erste Kompanie, dann die dritte (während die erste wieder lud), danach die zweite (während die erste den Ladestock wieder an den Ort brachte), zuletzt die vierte, wonach sofort die erste Kompanie wieder anlegen konnte.
Da die Ladezeit von eminenter Bedeutung war, führte beispielsweise Preußen eine Muskete mit konischem Zündloch ein, damit das Aufbringen des Zündkrautes auf die Pfanne entfallen konnte.
Bei Untersuchungen von gut dokumentierten Schlachten zwischen England und Frankreich unter Napoleon, zum Beispiel in Spanien, wurde ermittelt, dass im Normalfall nur 5–7 % aller abgegebenen Schüsse eine Wirkung im Ziel hatten. Daher kam man zu dem Schluss, dass nur eine Steigerung der Feuergeschwindigkeit im Gefecht Vorteile bringen würde. Unter idealen Bedingungen ermittelte Trefferquoten waren:
- 75 m – 60 % Treffer
- 150 m – 40 % Treffer
- 225 m – 25 % Treffer
- 300 m – 20 % Treffer

Ein preußischer Schießversuch aus dem Jahr 1810 kam zu folgenden Ergebnissen (Trefferzahl bei jeweils 200 Schuss):
| Waffe                                  | 75 m | 150 m | 225 m | 300 m |
| -------------------------------------- | ---- | ----- | ----- | ----- |
| Gewehr 1780 a.p.                       | 92   | 64    | 64    | 42    |
| Gewehr 1780 mod.                       | 150  | 100   | 68    | 42    |
| Preußisches Nothardt-Gewehr M/1801     | 145  | 97    | 56    | 67    |
| Neupreußisches Infanteriegewehr M/1809 | 149  | 105   | 58    | 32    |
| Französische Muskete Modell 1777       | 151  | 99    | 53    | 55    |
| Britische Brown-Bess                   | 94   | 116   | 75    | 55    |
| Russisches Modell 1809                 | 104  | 74    | 51    | 49    |

Das Ziel hatte eine Höhe von 1,88 m bei einer Breite von 31,4 m. Dies entsprach einer in Linientaktik kämpfenden Infanteriekompanie zu drei Gliedern. Auf jede Entfernung wurden 200 Schuss abgefeuert.
Stress und Sichtbehinderung, sich bewegende Ziele, das Fehlen von Visiereinrichtungen sowie manchmal mangelnde Ausbildung erklären die niedrigen Erfolgszahlen in den Schlachten. Ungeachtet dessen bedeuteten 10.000 abgegebene Schüsse 500 bis 700 Tote und Verwundete.
Weil die Genauigkeit bei Entfernungen von über 100 m rapide abnahm, war es zwingend nötig, möglichst viele Musketen gleichzeitig zum Einsatz zu bringen. Im 18. Jahrhundert wurde dies über lange, zweigliedrige Aufstellungen (Linienformationen) erreicht, in denen fast alle Soldaten gleichzeitig schießen konnten. Das setzte einen sehr hohen Grad an Disziplin und Ausbildung voraus. Mit der französischen Revolution lösten die Freiwilligen- und Wehrpflichtigenheere die länger dienenden Berufssoldaten ab und der entsprechende Drill war nicht mehr möglich oder erwünscht. Nur die britische Armee, die weiterhin aus Berufssoldaten und Söldnern bestand, verwendete die Lineartaktik weiter.
Die Franzosen setzten dagegen auf tief gestaffelte Kolonnen, in denen die vordere Reihe immer wieder von dahinter stehenden aufgefüllt wurde und so eine gleichbleibende Zahl von Musketen in Einsatz gebracht werden konnte. Die Feuerkraft war zwar geringer als bei der Linearformation, der Zusammenhalt und die Kräftekonzentration im Nahkampf jedoch erheblich größer. Napoleon und seine Generäle setzten deshalb auch mehr auf direkte Konfrontation mit dem Bajonett nach einer artilleristischen Vorbereitung als auf einen ausgedehnten Feuerkampf der Infanterie. Die von Napoleon mehrfach besiegten Gegner Preußen, Österreich und Russland kopierten weitgehend das französische Modell und kamen von der Linientaktik ab. Diese wurde zuletzt nur noch von den Briten und den nach deren Vorbild aufgestellten portugiesischen und spanischen Truppen verwendet.
Bis Ende des 19. Jahrhunderts blieben große Truppenkontingente, die sich in Schlachten gegenüberstanden, auch die bestimmende Haupttaktik. Die Verbreitung von gezogenen Vorderladern (System Minié und Lorenz) erhöhte um die Jahrhundertmitte erheblich die Reichweiten. So konnten nun Massenziele bis auf 1000 Schritt effektiv bekämpft werden, während das bei glatten Vorderladern höchstens bis auf 300 Schritt möglich war. Die Einführung von Hinterladern (preußisches Zündnadelgewehr ab 1848 und andere Systeme ab 1860) und schließlich von Repetiergewehren ab 1870 erhöhte Reichweite und Feuergeschwindigkeit derart, dass der Einsatz massierter Infanterieformationen zu extremen Verlusten führte.
Gezogene Vorder- und Hinterlader wurden jedoch nur zögerlich eingeführt. Im Krimkrieg 1853–56 waren die russischen Einheiten noch mit glatten Musketen ausgestattet, während Briten und Franzosen über gezogene Gewehre verfügten. 1870–71 (Deutsch-Französischer Krieg) wurden an Reserve- und Milizeinheiten teilweise noch glatte Vorderlader ausgegeben, in Kleinkriegen in Übersee sogar noch später.
Die eindeutigen Lehren aus den Einigungskriegen, dem Amerikanischen Bürgerkrieg, dem Burenkrieg und dem Russisch-Japanischen Krieg setzten sich jedoch sehr langsam durch, und noch zu Beginn des Ersten Weltkrieges fanden massierte Infanterieangriffe in Linien- oder Kolonnenformation statt.

## Redensart
Die Lunte, welche auch bei damaligen Kanonen benutzt wurde, war mit Chemikalien (Bleiacetat) getränkt und verbreitete daher beim Verbrennen einen sehr starken und markanten Geruch. Dieser Geruch war einer der Gründe für die Einführung des Feuersteins zur Pulverzündung, denn zusammen mit dem Glimmen der Lunte verriet er häufig einen geplanten nächtlichen Feuerüberfall, so dass das Überraschungsmoment verlorenging. Auf diese Tatsache ist die Redensart „Jemand hat Lunte gerochen“ zurückzuführen.
Die spätere Redensart „Die Flinte ins Korn werfen“ bezieht sich auf die – unter den (gerade in den Kriegen des 17. und 18. Jahrhunderts) reichlich eingesetzten Söldnern weit verbreitete – Verhaltensweise, immer dann, wenn es ernst wurde, nicht zu kämpfen, sondern die eigene Haut zu retten und die Flinte wegzuwerfen.
Die Redensart „etwas auf der Pfanne haben“, bezog sich auf den noch nicht abgegebenen Schuss: das Zündkraut lag noch unverbrannt in der Zündpfanne und die Waffe war noch geladen.

## Museale Rezeption
Im Heeresgeschichtlichen Museum in Wien sind Musketen und Feuerwaffen aller Art und Epochen ausgestellt. Besonders beachtenswert ist darunter eine Vitrine, in der eine Luntenschlossmuskete aus dem Dreißigjährigen Krieg samt dem originalen Zubehör wie Pulverflaschen sowohl für grobes als auch feines Zündkraut, Kugelgießgerät (Kugelzange), Kugeln, Musketengabel und Bandelier ausgestellt ist. In einem Video wird den Besuchern die Funktionsweise der Luntenschlossmuskete veranschaulicht. Weiterhin ist eine Figurine eines kaiserlichen Musketiers um 1620 ausgestellt. Von besonderem Interesse sind in diesem Bereich auch jene Drehbildständer, die eine große Zahl von Kupferstichen Jakob de Gheyns zeigen. Die Stiche entstammen dem Werk Waffenhandlung von den Röhren, Musquetten und Spiessen, einer in Den Haag entstandenen Anleitung zur Handhabung der frühen Feuerwaffen. Da der Soldat des 17. Jahrhunderts in der Regel Analphabet war, musste ihm der Umgang mit dem leichten Handrohr, der schweren Muskete und der Pike anhand von Bildern beigebracht werden.
Im Grazer Landeszeughaus, der größten noch erhaltenen Rüstkammer der Welt, ist eine sehr große Anzahl von Musketen und Feuerwaffen aus dem 16. und 17. Jahrhundert ausgestellt. In der Hofjagd- und Rüstkammer, die dem Kunsthistorischen Museum Wien untersteht und in der Neuen Burg untergebracht ist, sind fast alle westeuropäischen Fürsten vom 15. bis ins frühe 20. Jahrhundert mit Rüstungen und Prunkwaffen vertreten. Hier sind nicht jene Waffen ausgestellt, die der gemeine Soldat in Verwendung hatte, sondern Prunkwaffen mit feinsten Ätzungen, Gravuren, Tauschierungen und Elfenbeinintarsien. Darunter befinden sich mitunter auch recht kuriose Waffen wie etwa die Jagdgewehre Kaiser Ferdinands III., der auf Grund eines Augenleidens seine Waffen mit einem Schornstein über der Zündpfanne ausstatten ließ.
In Emden hat sich in der Emder Rüstkammer ein Zeughaus des 16. Jahrhunderts erhalten, das vorwiegend Feuerwaffen des 16. und 17. Jahrhunderts präsentiert, darunter zahlreiche Musketen. Die Sammlung rühmt sich, nach Zahl und Art der Waffen einzigartig in Norddeutschland zu sein.